# Schloss Krautheim

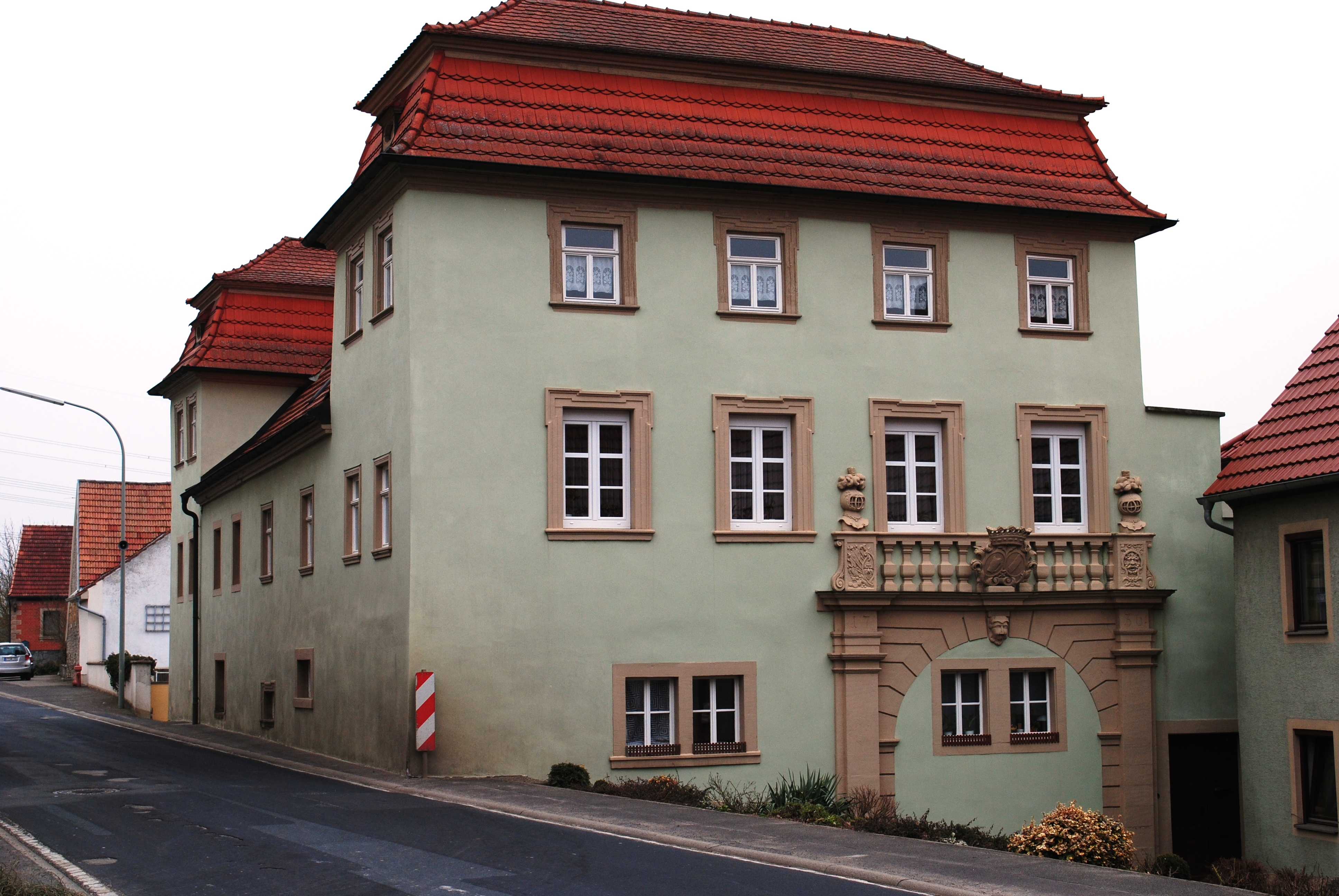
Das Schloss Krautheim

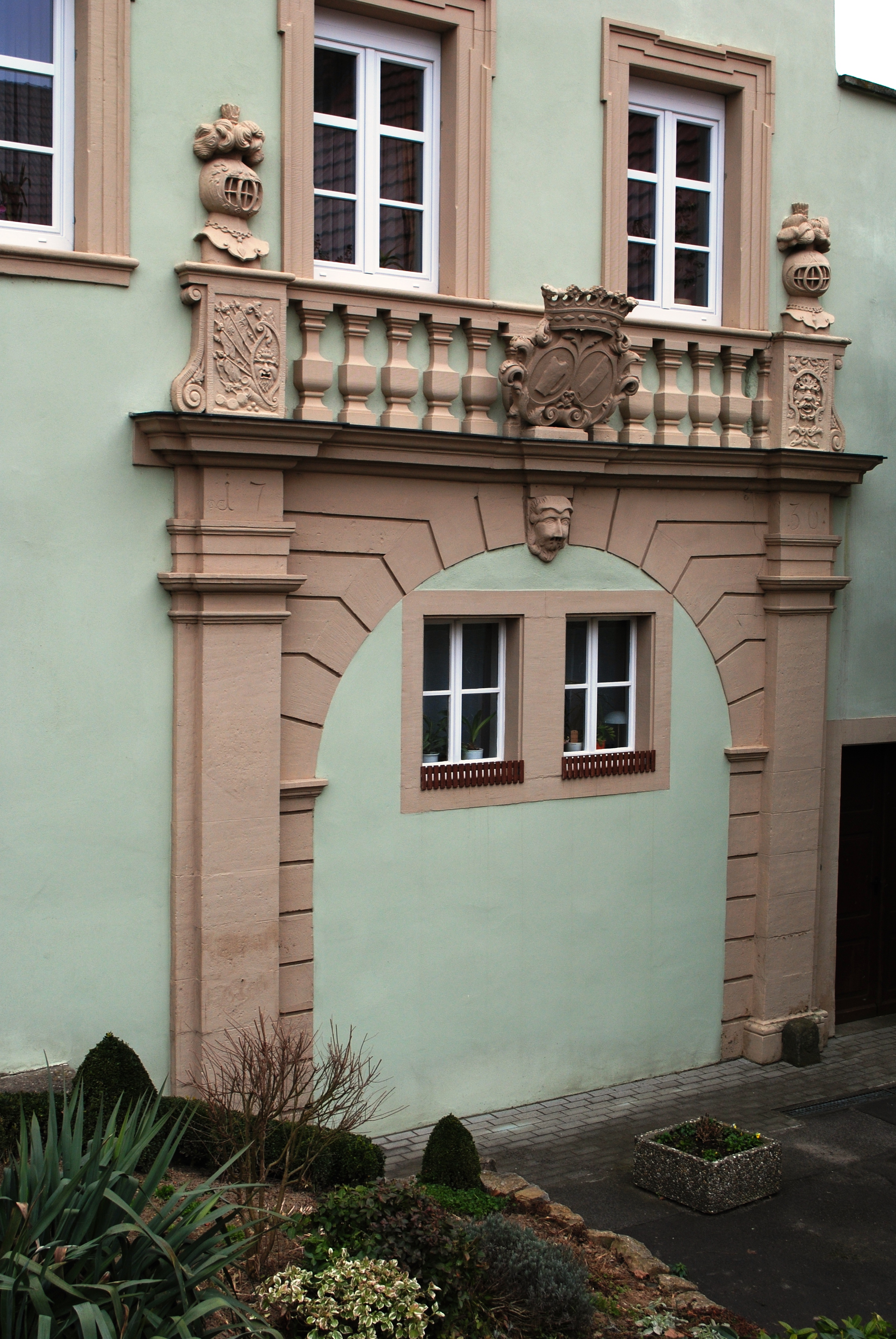
Das repräsentative Portal mit dem Wappen der Freiherren von Buttlar und der Herren von Wildenstein

Das Schloss Krautheim liegt am Rande des Ortsteils Krautheim der unterfränkischen Stadt Volkach am Main.

## Geschichte
Die Geschichte des Schlosses Krautheim begann mit der Lehensübergabe des „villa Crutheim“ (deutsch Dorf Krautheim) an die Familie Zollner, die auch Herren der Hallburg waren. Die Grafen von Castell übergaben ihnen die Herrschaft. Im Ort existierte allerdings kein Herrschaftshof, weshalb Friedrich Zollner 1546 den Klosterhof der Benediktinerabtei Münsterschwarzach kaufte.
Im Jahr 1736, nachdem Krautheim wieder den Besitzer gewechselt hatte, wobei diesmal die Freiherren von Buttlar die Herrschaft über das Dorf ausübten, wurde der Fronhof in ein Landschloss umgewandelt. 1756 kam Krautheim und damit auch das Schloss erneut in die Hände der Grafen von Castell. Die Mediatisierung brachte das Schlösschen im 19. Jahrhundert in Privatbesitz. Das Bayerische Landesamt für Denkmalpflege verzeichnet das Schloss Krautheim unter der Nummer D-6-75-174-275.

## Baubeschreibung
Das Schloss ist eine zweigeschossige Anlage aus dem Barock. An beiden Ecken wurde ein halbes Geschoss aus verputztem Fachwerk aufgesetzt. Ebenso wurde ein Mansarddach errichtet. Das Schloss besitzt unterschiedlich große Fenster, die von profilierten Steingewänden gerahmt sind. Ein repräsentatives Bogentor wurde zugemauert. Ursprünglich hatte das Gebäude wohl ein anderes Erscheinungsbild, Straßenanhebung und eine nicht ganz geglückte Renovierung ließen das heutige Aussehen entstehen.
Das Portal an der Westseite besteht aus zwei Pilastern. Sie tragen eine aufgesetzte Blendgalerie, an ihren Kapitellen befindet sich die Jahreszahl 1736. Der Bogenscheitelstein trägt eine Maske. Vor die Blendbalustrade ist das Allianzwappen für Carl Heinrich Gottfried von Buttlar und seine Frau, Anna Juliana Maria Magdalena von Wildenstein, gesetzt worden.